# Михелич, Рене
Рене́ Михелич (словен. Rene Mihelič; 5 июля 1988, Марибор, СФРЮ) — футболист, полузащитник австрийского клуба «Хенгсберг» и экс-игрок сборной Словении.

## Карьера
Рене стал заниматься в молодежной академии «Марибора», прежде чем попасть в первую команду. Всего, в чемпионате Рене сыграл 134 матча и забил 19 голов. В 2010 году Михелич перешел в португальскую команду «Насьонал», за который играл в течение трех лет. Но основным игроком в клубе так и не стал, побывав в аренде в болгарском «Левски» с правом выкупа (которым, клуб не воспользовался), а затем, в том же году, окончательно покинул Португалию.
Михелич дебютировал за главную сборную Словении, когда ему было 19 лет, один месяц и 17 дней, что сделало его самым молодым игроком, когда-либо игравшим за сборную. Помимо этого, Рене также был игроком молодёжной и юношеской сборной Словении, за которые суммарно сыграл более тридцати матчей.